# 373年
| 千纪： | 1千纪                                                                                           |
| 世纪： | 3世纪 \| 4世纪 \| 5世纪                                                                         |
| 年代： | 340年代 \| 350年代 \| 360年代 \| 370年代 \| 380年代 \| 390年代 \| 400年代                       |
| 年份： | 368年 \| 369年 \| 370年 \| 371年 \| 372年 \| 373年 \| 374年 \| 375年 \| 376年 \| 377年 \| 378年 |
| 纪年： | 癸酉年（鸡年）；东晋宁康元年；前凉咸安三年；代国建国三十六年；前秦建元九年                      |

## 大事记
- 桓溫去世，遺命其弟桓沖統率其軍隊，並接替他任揚州刺史，並以時年五歲的桓玄承襲其封爵南郡公。
- 前秦苻堅滅前仇池，派仇池人楊安率眾攻蜀，攻下東晉梁益二州，梁州刺史楊亮及益州刺史周仲孫各自都棄州退走，苻堅於是任命楊安為右大將軍、益州牧，鎮守成都，毛當被任命為益州刺史，鎮漢中，姚萇擔任寧州刺史，鎮守墊江，王統為南秦州刺史，鎮守仇池，東晉軍退據巴東，桓沖於是讓毛穆之假節督梁州之三郡軍事、右將軍、西蠻校尉、益州刺史、領建平太守，戍守巴郡。
- 高句麗小獸林王公布「律令」確認高句麗的法律。

## 逝世
- 桓溫，東晉重要將領及權臣、軍事家。
- 亞他那修，東方教會的教父之一，為正統基督教教義三位一體的發展奠下歷史性基礎。
- 孫盛，晉朝史學家。